# ولادیمیر مسریان
ولادیمیر ایوانی مسریان (ارمنی: Վլադիմիր Իվանի Մսրյան؛ انگلیسی: Vladimir Msryan; ۱۲ مارس ۱۹۳۸ – ۲۴ اوت ۲۰۱۰) یک بازیگر سینما و تئاتر اهل ارمنستان بود. وی بین سال‌های ۱۹۷۴ تا ۲۰۰۴ میلادی فعالیت می‌کرد.

## گزیده فیلمشناسی
از فیلم‌ها یا برنامه‌های تلویزیونی که وی در آن نقش داشته‌است می‌توان به فرشته دیوانه، سمفونی سکوت، باغ سیب، گردباد اشاره کرد.

## جوایز
وی برندهٔ جوایزی همچون هنرمند مردمی ارمنستان شوروی و مدال موسس خورناتسی (۱۹۹۸) شده‌است.